# Sedef Avcı
Sedef Avcı (Adana, 22 gennaio 1982) è un'attrice e modella turca.

## Biografia
Originaria di Adana, la sua famiglia materna è originaria di Sarajevo, mentre quella paterna di Erzincan.
Distintasi inizialmente come modella, da adolescente partecipa a diversi concorsi di bellezza e nel 1997 vince l'Elite Model Look Turkey. Rappresenta quindi il proprio Paese a Miss Universo 2001, senza però classificarsi.
Compie il suo debutto come attrice nel 2007 quando è scelta per affiancare Kıvanç Tatlıtuğ nella serie televisiva Menekşe ile Halil. Esordisce sul grande schermo l'anno dopo, in Hayattan Korkma di Berrin Dagçinar.

### Vita personale
Nel 2005 ha sposato l'attore Kıvanç Kasabalı: la coppia ha un figlio, Can, nato nel 2013.

## Filmografia

### Cinema
- Hayattan Korkma, regia di Berrin Dagçinar (2008)
- Romantik Komedi, regia di Erol Özlevi e Ketche (2009)
- Romantik Komedi 2: Bekarlığa Veda, regia di Erol Özlevi (2013)
- Aşk Olsun, regia di Neslihan Yıldız Alak (2015)

### Televisione
- Menekşe ile Halil – serie TV (2007-2008)
- Yaprak Dökümü – serie TV (2009)
- Ezel – serie TV (2009-2010)
- Umut Yolcuları – serie TV (2010)
- Mazi Kalbimde Yaradır – serie TV (2011)
- Esir Şehrin Gözyaşları - Bir Ferhat ile Şirin Hikayesi – serie TV (2012)
- Boynu Bükükler – serie TV (2014)
- Bedel – serie TV (2015)
- Evlat Kokusu – serie TV (2017)
- Mehmed: Bir Cihan Fatihi – serie TV (2018)
- Elkızı – serial TV, 13 episodi (2021-2022)